# 忘れてもらえないの歌
『忘れてもらえないの歌』（わすれてもらえないのうた）は、演出家・福原充則が作・演出を手掛けた舞台作品。主演は安田章大。

## 概要
本作は、戦後の世を生き抜くためにジャズにしがみついた若者たちの、不幸な愛の物語。
本作の作・演出を務めた演出家の福原充則と、主演を務めた安田章大は、2017年上演の舞台『俺節』でもタッグを組んでおり、本作で約2年振りのタッグとなる。尚、共演の福士誠治や村上航、桑原裕子、高山のえみも同舞台に出演していたため、こちらも約2年振りの共演となる。
本作のエンディングで安田が演じる主人公・滝野亘が歌う挿入歌「夜は墨染め〜忘れてもらえないの歌」は、東京スカパラダイスオーケストラによる書き下ろし楽曲で、作詞は福原自身が担当した。
本作を含め、主演の安田と脚本・演出の福原のタッグによる舞台作品が複数回上演されており、前述の2017年上演の『俺節』と、本作、2022年上演の『閃光ばなし』の3作は、「昭和三部作」と位置づけられた。

## 東京ワンダフルフライ
主人公・滝野亘が所属する劇中ジャズバンド。

### メンバー
※演じている俳優は本項「#キャスト」を参照。
- 滝野亘：ボーカル・ギター[6]
- 稲荷義郎：作詞・サックス[6]
- 良仲一矢：作曲・ピアノ[6]
- 川崎大：ドラムス[6]
- 芦実麻子：ボーカル[6]

### オリジナル曲
「夜は墨染め〜忘れてもらえないの歌」
作詞：福原充則
作曲：沖祐市
編曲：東京スカパラダイスオーケストラ
歌：滝野亘（演：安田章大）
- 本作のエンディングで滝野亘が歌う挿入歌。
- 楽曲を提供した東京スカパラダイスオーケストラのアルバム『ツギハギカラフル』にて、「Mr. Foolish」と題を変えた同曲のインストゥルメンタルバージョンが収録されている。

## 公演情報
- 東京公演
  - 2019年10月15日 - 10月30日：TBS赤坂ACTシアター
- 大阪公演
  - 2019年11月4日 - 11月10日：オリックス劇場

## キャスト

### 主なキャスト
- 滝野亘：安田章大
- 稲荷義郎：福士誠治
- 良仲一矢：中村蒼
- 川崎大：佐野晶哉（Aぇ! group／関西ジャニーズJr.）
- 芦実麻子：木竜麻生
- コオロギ：高月彩良
- 曽根川：村上航
- 瀬田：大堀こういち
- オニヤンマ：桑原裕子
- スレッガー中佐：高山のえみ
- 鉄山：渡辺哲
- レディカモンテ：銀粉蝶

### その他のキャスト
- 川田希
- 加瀬澤拓未
- 久保貫太郎
- ザンヨウコ

- 竹口龍茶
- 寺井義貴
- 三土幸敏
- 今國雅彦

## ミュージシャン
- ピアノ：井高寛朗 (東京)、田中和音 (大阪)
- サックス：大内満春、大石俊太郎
- ギター：大和田亮
- ベース：桐沢輝
- ドラムス：坂本純志

## スタッフ
- 脚本・演出：福原充則
- 音楽監督：門司肇
- 挿入歌：東京スカパラダイスオーケストラ
- 美術：二村周作
- 照明：斎藤真一郎
- 音響：藤森直樹
- 衣裳：髙木阿友子
- ヘアメイク：大宝みゆき
- 映像：石田肇
- 振付：近藤良平
- アクション：渥美博
- 歌唱指導：益田トッポ
- 演出助手：相田剛志
- 舞台監督：幸光順平
- 制作：笠原健一、重田知子
- プロデューサー：熊谷信也（キョードー東京）
- 企画製作：キョードー東京、TBS
- 楽器協力：GUITAR SHELTER
- 宣伝映像：ピース・トライブ、東京no.1 エンターテイメント
- 宣伝映像ディレクター：山口保幸
- 宣伝美術：トリプルオー
- 宣伝写真：永石勝
- 宣伝ヘアメイク：大宝みゆき、水口美穂、高橋君江
- 宣伝衣裳：早船光則、遠藤和己（東宝コスチューム）
- 衣裳協力：TADASHI SHOJI、マツオブライダルサービス